# Huỳnh Xuân Long
Huỳnh Xuân Long (sinh ngày 2 tháng 3 năm 1972) là thẩm phán trung cấp người Việt Nam. Ông hiện là Chánh án Tòa án Nhân dân tỉnh Tiền Giang

## Tiểu sử
Huỳnh Xuân Long sinh ngày 2 tháng 3 năm 1972.
Huỳnh Xuân Long quê quán tại xã Tân Trung, Thị xã Gò Công, tỉnh Tiền Giang.
Ông có bằng Cử nhân Luật.
Ngày 21 tháng 8 năm 2018, Huỳnh Xuân Long, thẩm phán trung cấp, Phó Chánh án Tòa án Nhân dân tỉnh Tiền Giang, được trao quyết định bổ nhiệm giữ chức vụ Chánh án Tòa án Nhân dân tỉnh Tiền Giang nhiệm kì 5 năm kể từ ngày 1 tháng 9 năm 2018, thay cho ông Trần Ngọc Quang nghỉ hưu theo chế độ nhà nước Việt Nam.